# Circolo Sportivo Rizzoli
Il Circolo Sportivo Rizzoli è stata una società calcistica italiana che aveva sede nella città di Milano.

## Storia
Fondata nel 1948 all'interno del Circolo dei dipendenti della omonima casa editrice, è stata attiva negli anni cinquanta e sessanta ove nel suo albo delle partecipazioni ai campionati giocò in Serie C per 2 stagioni dal 1962 al 1964.
Diventò nota al pubblico nazionale per aver partecipato negli anni '50 alla vecchia IV Serie.
Ottenne inoltre due promozioni consecutive a cavallo tra il 1960 ed il 1962 dapprima venendo promossa in Serie D, vincendo il titolo di campione di Prima Categoria Lombarda e poi venne promossa in Serie C divenendo di fatto la terza squadra di Milano ed entrando definitivamente nel pubblico calcistico nazionale.
Al primo anno in Serie C la Rizzoli si piazzò settima, al secondo invece si piazzò dodicesima.
Nell'estate del 1964 si ritirò dal campionato di Serie C, sciogliendosi definitivamente e lasciando campo libero al Trapani, retrocesso sul campo.

## Giocatori

### Giocatori celebri
- Aquilino Bonfanti

## Palmarès

### Competizioni regionali
- Promozione: 1

1956-1957 (girone E)
- Prima Categoria: 2

1959-1960 (girone F), 1960-1961 (girone F)

### Competizioni nazionali
- Serie D: 1

1961-1962 (girone B)